# Магнітний підсилювач

Спрощена схема включення магнітного підсилювача.

Магні́тний підсилювач — електромагнітний пристрій, який складається з одного чи декількох магнітопроводів з обмотками, за допомогою якого в електричному колі, що живиться від джерела змінної напруги чи струму, може змінюватися струм чи напруга, та дія якого ґрунтується на використанні явища насичення феромагнетика під час підмагнічування його постійним магнітним полем.

## Історична довідка
Магнітний підсилювач був винайдений на початку 20-го століття і був використаний як альтернатива ламповому підсилювачу, коли була необхідна надійність при великих струмах. Під час Другої світової війни Німеччина вдосконалила цей тип підсилювача, і він був використаний в ракетах Фау-2. Магнітний підсилювач був найбільш розповсюдженим для керування потужністю на низьких частотах від 1947 до 1957, коли його почав витісняти транзистор.

## Принцип дії
Принцип дії магнітного підсилювача ґрунтується на зміні індуктивності котушки з феромагнітним осердям при підмагнічуванні його постійним струмом (або низькочастотним сигналом). Таким апаратом можна регулювати великі струми за допомогою порівняно слабких електричних сигналів.
Керованими елементом в магнітному підсилювачі є магнітопровід, на який діють 2 змінних магнітних поля; одне змінюється з частотою джерела живлення, інше — з частотою підсилюваного сигналу.
Якщо струм в обмотку керування не подається, то через малу кількість витків робочої обмотки магнітопровід не насититься, і майже вся напруга падає на реактивному опорі робочої обмотки. На навантаженні L в цьому випадку виділяється мала потужність. Якщо тепер пропустити по обмотці керування струм, то навіть при невеликому його значенні виникає насичення магнітопроводу. В результаті реактивний опір робочої обмотки різко зменшується, а величина струму у колі — збільшується.

## Класифікація
За ДСТУ 2712-94 магнітні підсилювачі поділяються
1. За призначенням на:
  - вимірювальний магнітний підсилювач — магнітний підсилювач, який застосовується для вимірювання напруги чи струму в одному колі шляхом відтворення напруги чи струму в іншому колі у певному відношенні до вимірюваної величини;
  - магнітний підсилювач електричних сигналів — магнітний підсилювач, який застосовується для підсилення потужності, струму чи напруги;
  - магнітний підсилювач — кероване джерело струму — магнітний підсилювач, дія якого у робочому колі є еквівалентною джерелу струму;
  - магнітний підсилювач — кероване джерело е.р.с. — магнітний підсилювач, дія якого у робочому колі є еквівалентною джерелу е.р.с.;
  - регульований магнітний підсилювач — магнітний підсилювач для регулювання значень електричних параметрів.
2. За конструктивними ознаками на:
  - магнітний підсилювач із зворотним зв'язком щодо парних гармонік струму — магнітний підсилювач, у якому зворотний зв'язок здійснюється однопівперіодним випростуванням парних гармонік струму;
  - магнітний підсилювач із суміщеними обмотками — магнітний підсилювач, у якому одні й ті ж самі обмотки використовуються як робочі обмотки й обмотки керування;
  - магнітний підсилювач із паралельним (послідовним) злученням робочих обмоток — магнітний підсилювач, у якому відповідні робочі обмотки магнітопроводів, що належать одній фазі, злучені паралельно (послідовно);
  - магнітний підсилювач із електричним зворотним зв'язком — магнітний підсилювач з обмотками керування, спільними для вхідних кіл і зворотних зв'язків;
  - магнітний підсилювач із магнітним зворотним зв'язком  — магнітний підсилювач з окремими обмотками керування для кіл зворотних зв'язків;
  - магнітний підсилювач із самопідмагнічуванням — магнітний підсилювач, у якому підмагнічування досягається за допомогою випростувачів, що злучені послідовно з робочою обмоткою кожного магнітопроводу.